# Distretto di Montepuez
Il distretto di Montepuez è un distretto del Mozambico di 149.181 abitanti, che ha come capoluogo Montepuez.

## Geografia antropica

### Suddivisioni amministrative
Il distretto è suddiviso in cinque sottodistretti amministrativi (posti amministrativi), con le seguenti località:
- Sottodistretto di Montepuez
- Sottodistretto di Mapupulo:
  - Mputo
  - Massingir
- Sottodistretto di Mirate:
  - Chipembe
  - Mararange
  - Unidade
- Sottodistretto di Nairoto:
  - Nacocolo
- Sottodistretto di Namanhumbir:
  - M'Pupene